# Cyperus trialatus
Cyperus trialatus är en halvgräsart som först beskrevs av Johann Otto Boeckeler, och fick sitt nu gällande namn av Johannes Hendrikus Kern. Cyperus trialatus ingår i släktet papyrusar, och familjen halvgräs. Inga underarter finns listade i Catalogue of Life.